# Huttwil Falcons
Die Huttwil Falcons sind ein ehemaliger Schweizer Eishockeyclub aus Huttwil im Kanton Bern.

## Geschichte
1996 entstand der EHC Napf aus der Fusion der drei Vereine EHC Wasen-Sumiswald, EHC Huttwil und EHC Rohrbach. Der Spielbetrieb wurde in der 3. Liga aufgenommen, bereits vier Jahre später folgte der Aufstieg in die 1. Liga. 2003 wurde der EHC Napf 1.-Liga-Meister in der Gruppe Zentralschweiz und klassierte sich in der Finalrunde auf dem zweiten Platz hinter dem EHC Chur, der in der Folge in die NLB aufstieg. Um in die NLB aufsteigen zu können, wurde die erste Mannschaft des Vereins 2009 in eine Aktiengesellschaft mit einem Aktienkapital von 100'000 Schweizer Franken überführt. Als Hauptaktionäre fungierten die beiden Unternehmer Markus Bösiger und Heinz Krähenbühl, die je 50 Prozent der Aktien hielten. Der Club wurde dabei in Huttwil Falcons umgetauft. Im Frühjahr 2011 wurden die «Falken» Schweizer Amateurmeister, was den Aufstieg in die NLB bedeutet hätte. Trotz Interesse wurde kein konformes Aufstiegsgesuch eingereicht, wodurch die National League den Aufstieg verweigerte. Die beiden Aktionäre stiegen daraufhin aus, lösten die Aktiengesellschaft sowie die erste Mannschaft auf und stellten die Eisproduktion ein. Die juristisch von der ersten Mannschaft unabhängigen zweite und dritte Mannschaft konnten den Spielbetrieb in der 2. bzw. 4. Liga aufrechterhalten, mussten von da an jedoch auswärts trainieren und spielen.